# Junta de Ordunte
La Junta de Ordunte fue una jurisdicción de la provincia de Burgos.

## Historia
La junta estaba conformada por los lugares de Bortedo, Santecilla, Gijano, Nava, Partearroyo, Ribota, Hornes, Burceña, Campillo, Ordejón, Caniego y Ungo. También se sumaban a ellos, aunque ya sin derecho a voto, los de Taranco, Barrasa, Maltranilla y Haedillo. La junta aparece descrita en el duodécimo volumen del Diccionario geográfico-estadístico-histórico de España y sus posesiones de Ultramar de Pascual Madoz con las siguientes palabras:

ORDUNTE (junta de): en la prov. de Búrgos, part. jud. de Villarcayo: esta ant. junta comprendida en el valle de Mena, se componia de 12 pueblos, á saber: Bortedo, Santecilla, Gijano, Nava, Partearroyo, Rivota, Flornes, Burceña, Campillo, Ordejon, Caniego y Ungo, á los cuales estaban ademas agregados por favor los de Taranco, Barrasa, Mantranilla y Aedillo, por cuya razon no tenian estos voto como los anteriores. La junta era gobernada por un diputado que la misma nombraba anualmente, el cual en virtud del nombramiento y aprobacion, sin necesidad de otra alguna superior, era subdelegado del Supremo Consejo de Guerra y Marina, y estaba á su cargo el cuidado y conservacion de los montes comunes de la junta. Conocia con absoluta inhibicion de la justicia ordinaria, de todas las causas relativas á montes, pastos, granos, abrevaderos, terrazgos y sierras de la junta, y era juez presidente de la de propios de la misma. Los alcaldes conocian tambien en primera instancia de las mencionadas causas, apelándose de sus providencias al referido juez; habia ademas un síndico procurador general que hacia de tesorero de lo que producian los montes y pastos, y 24 monteros que celaban y daban parte al diputado ó á los alcaldes de los desórdenes que advertian. Veinte y tres casas llamadas de prueba, gozaban y gozan todavia el derecho de llevar sus ganados á aquellos pastos, pagando un celemin de trigo de la medida vieja, que hace tres de la corriente. Los pueblos de Villanueva, Villasuso, Vivanco, Arceo, Consejero y Flor llevan tambien á pastar sus ganados, pero mediante un precio convencional. En desierto y bajo el monte que hay á la der. de Flornes, se halla la casa capitular, donde tenia la junta su gran archivo y su santuario con la advocacion de San Bartolomé de los Montes. Los mencionados pueblos son todos de corto vecindario; pero antiguamente lo tuvieron mucho mayor algunos de ellos.
(Madoz, 1849, p. 300)